# 日本蓝盆花
日本蓝盆花（學名：Scabiosa japonica）为忍冬科蓝盆花属下的一个种，又名山萝卜、山人参（日语：ヤマニンジン）、松虫草（日语：マツムシソウ）、轮蜂菊、轮锋菊、轮宝菊（日语：リンポウギク；轮锋或轮宝是日本的一种法轮形状的家纹）。

## 扩展阅读
維基物種上的相關：日本蓝盆花